# Dürnstein

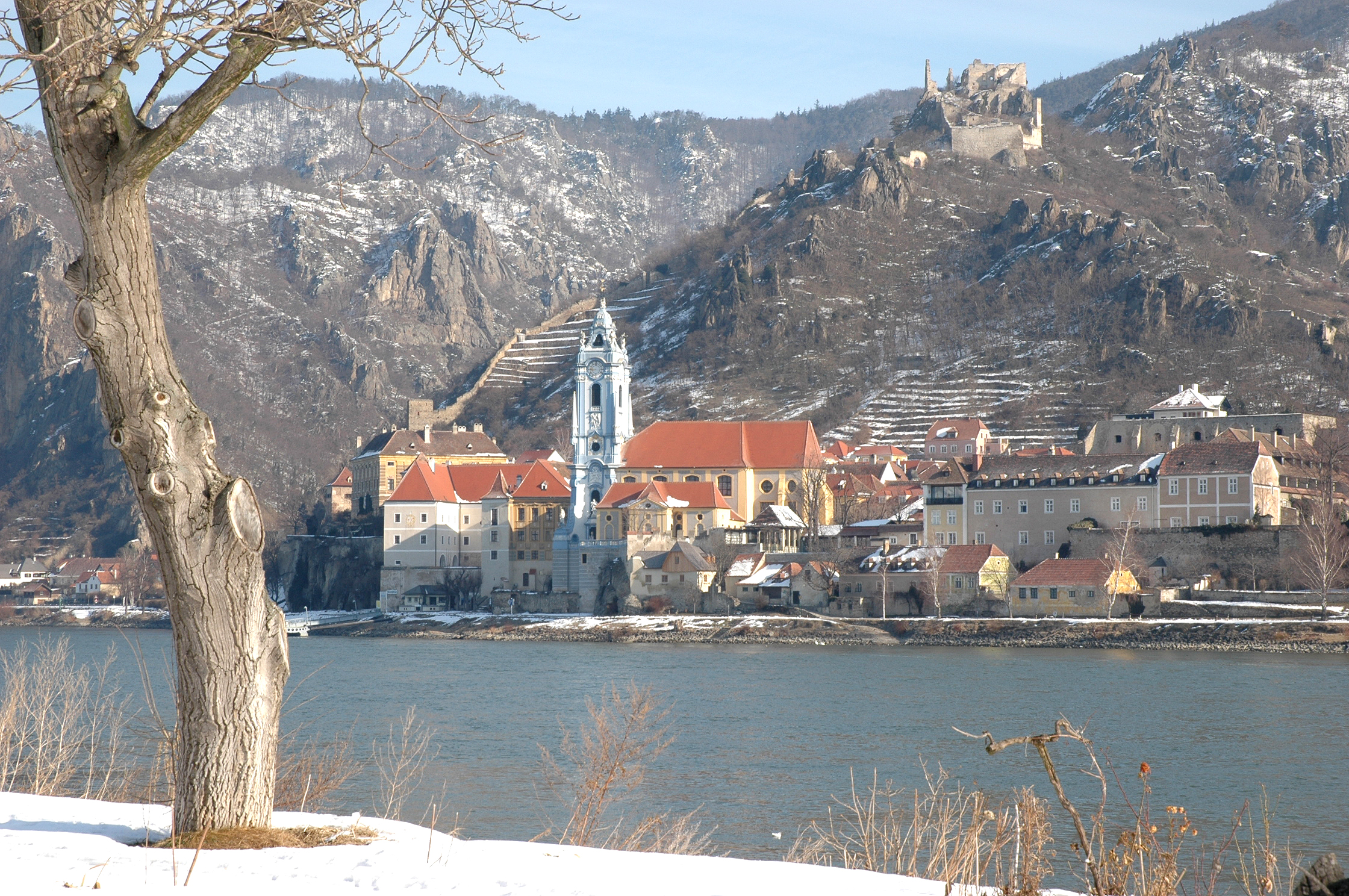
Dürnstein

Dürnstein este un oraș cu 911 locuitori (în 2008) din districtul Krems-Land, regiunea Wachau din Austria Inferioară. Localitatea este situată pe Dunăre, fiind frecvent vizitată de turiști.

## Date geografice
Dürnstein este situat în Waldviertel la nord de Dunăre într-o regiune viticolă la altitudinea de 209 m deasupra n.m.. El are o suprafață de 16,81 km2 din care: 59,61 % sunt păduri. Localități aparținătoare: Dürnstein, Oberloiben, Unterloiben, iar cartiere Dürnsteiner Waldhütten și Rothenhof.

## Istoric
Orașul a fost cucerit în 1477 și 1485 de regele Matia Corvin.
La 11 noiembrie 1805 a avut loc Bătălia de la Dürnstein, încheiată cu victoria Imperiului Austriac și a armatei țariste împotriva Franței, în contextul Războiaielor Napoleoniene.

## Obiective turistice
- Castelul Dürnstein - construit în jurul anului 1150 și demolat în timpul Războiului de Treizeci de Ani